# Wilhelm Albrecht (Gutsbesitzer)
Rudolf Wilhelm Albrecht (* 7. November 1821 in Syke; † 23. März 1896 in Berlin) war Gutsbesitzer und Mitglied des deutschen Reichstags.

## Leben
Albrecht besuchte das Lyceum. Er studierte Landwirtschaft auf der polytechnischen Schule in Hannover und der Universität Jena. 1843 wurde er Mitglied des Corps Saxonia Jena. Er wurde 1849 Gutsbesitzer in Suzemin bei Preußisch Stargard. Ab 1866 war er Provinziallandschaftsdirektor in Danzig und Mitglied des Kreistages und Kreis-Ausschusses für Preußisch Stargard.
Von 1874 bis 1878 vertrat er den Reichstagswahlkreis Regierungsbezirk Danzig 2 im Deutschen Reichstag für die Nationalliberale Partei.
Von 1880 bis 1885 war er Mitglied des Deutschen Landwirtschaftsrates. Von 1889 bis 1896 war er Mitglied der Ansiedlungskommission für Westpreußen und Posen, des Provinzialausschusses der Provinz Westpreußen sowie Kreisdeputierter des Kreises Preußisch Stargard.
Für seine Tätigkeit wurde er 1896 mit dem Roten Adlerorden 2. Klasse mit Eichenlaub ausgezeichnet.
Er heiratete am 16. Mai 1854 in Osnabrück Dorothea Elisabeth Struckmann (* 19. April 1835; † 19. April 1870), die einzige Tochter des Justizrates Gustav Wilhelm Stuckmann (1796–1840). Das Paar hatte mehrere Kinder:
- Sophie Dorothea Marianne Luise (* 7. Mai 1859) ⚭ Gustav Georg Friedrich Meißner (* 28. Januar 1846), Generalmajor z.D.: ein Sohn ist der spätere Konteradmiral der Reichsmarine Albrecht Meißner
- Karl Justus (* 29. Dezember 1860) ⚭ 1894 Meta Johanna Elisabeth Wiechert (* 29. Juni 1873)
- Johanne Friedrich Wilhelm (* 16. Mai 1862), Kaufmann in Amerika ⚭ 1893 Eugenie Viktorine Henry Jeantet (* 19. August 1866)
- Auguste Emmy Marie (* 5. Januar 1864) ⚭ Max Karl August Dedekind (* 22. Juli 1845)
- Franz Karl Georg (* 17. Juni 1867; † 7. Dezember 1893)
- Gustav Ernst (1870–1871), Zwilling
- Hermann Friedrich (1870–1971), Zwilling